# Amerikai szalonka
Az amerikai szalonka vagy koboldszalonka (Scolopax minor) a madarak osztályának lilealakúak (Charadriiformes) rendjébe, ezen belül a szalonkafélék (Scolopacidae) családjába tartozó faj.

## Rendszerezése
A fajt Johann Friedrich Gmelin német ornitológus írta le 1789-ben.

## Előfordulása
Kanada, az Amerikai Egyesült Államok, Mexikó, a Bermuda és Saint-Pierre és Miquelon területén honos. Természetes élőhelyei a mérsékelt övi erdők és cserjések. Vonuló faj.

## Megjelenése
Testhossza 25–31 centiméter, szárnyszélessége 40–51 centiméter, a hím testtömege hím 116–219 gramm, a tojóé 151–279 gramm. Megjelenése és életmódja nagyon hasonlít a sokkal jobban ismert erdei szalonkára. Az összes madárfaj közül az amerikai szalonka esetében mérték a leglassúbb repülést (8 km/h), de vándorlás közben 45 km/h-ra is képes. 

## Életmódja
Főleg földigilisztákkal táplálkozik, de rovarokat, csigákat és százlábúakat is fogyaszt.

## Természetvédelmi helyzete
Az elterjedési területe rendkívül nagy, egyedszáma ugyan csökken, de még nem éri el a kritikus szintet.  A Természetvédelmi Világszövetség Vörös listáján nem fenyegetett fajként szerepel.